# Lightning to the Nations
Lightning to the Nations - дебютний студійний альбом британського хеві-метал гурту Diamond Head. Альбом був записаний в 1979, а виданий в 1980 році на власному лейблі Happy Face Records через відсутність інтересу з боку великих звукозаписних компаній. Metal Blade Records випустили альбом на CD в 1992 році. У 2001 році альбом був перевиданий компанією Sanctuary Records. Перевидання мало сім бонусних треків, які у той час були популярні як сингли. Альбом посів 42 місце у списку 100 найкращих метал-альбомів за версією журналу Rolling Stone.

## Про альбом
Унікальний звук і якість музики Diamond Head привернули увагу багатьох лейблів під час спільного туру з AC/DC і Iron Maiden. Хоча багато звукозаписних компаній боролися за контракт із групою, ніхто із них не був готовий присвятити себе їй повністю. І навіть той факт, що на той момент менеджером групи була мати Шона Харріса, Лінда Харріс, не дало групі комерційного поштовху. Таким чином, поки інші групи Нової хвилі британського хеві-метала підписували контракти з великими лейблами і були хедлайнерами на власних турах, Diamond Head залишалися на другому плані. Тоді вони і вирішили випустити матеріал на власному лейблі, Happy Face Records.
Альбом був записаний протягом семи днів у студії The Old Smythy у Вустері, яку група назвала "мертвою". Цей альбом вийшов у звичайному конверті без назви, на ньому був лише підпис одного з учасників групи та жодного переліку пісень. Причиною цього було те, що новий менеджер гурту Рег Фелоузс володів картонною фабрикою і міг виготовляти порожні конверти за низьку вартість. Також метою запису цього альбому була спроба записати деякі пісні, щоб вони могли надіслати його звукозаписуючій компанії, яка б найбільше бажала його випустити, оскільки витрати на запис вже були покриті; ця ідея виникла у Рега Феллоуза та Лінди Гарріс (на той час тур-менеджер). Спочатку було видано лише 1000 примірників альбому, які були доступні лише на концертах групи або за замовленням поштою за ціною £3,50. Єдина справжня реклама за замовленням поштою була у британському музичному журналі “Sounds” і протрималася там чотири тижні. Однак група не заплатила за рекламу і в підсумку потрапила до суду.
Цей альбом став одним з найцінніших для колекціонерів. Пізніше було випущено ще 1000 копій альбому, але вже зі списком композицій. На жаль, єдині одна і чверть дюймові мастер-стрічки були втрачені після того, як група відправила їх в німецьку звукозаписну компанію Woolfe Records, які випустили альбом на своєму лейблі. У 2001 році Sanctuary Records перевидали альбом разом з ранніми синглами групи.

## Вплив на метал-сцену
Альбом вивів Diamond Head на авансцену NWOBHM і мав великий вплив на багато пізніх метал-груп, в числі яких були Metallica та Megadeth. Перші протягом своєї кар'єри робили кавери на такі пісні, як "The Prince", "Sucking My Love", "Am I Evil?", "It's Electric" та "Helpless", і записали більшість із них. Кавери, що були записані у різні періоди були зібрані в альбомі Metallica Garage Inc. В результаті Diamond Head стали досить відомими шанувальникам Metallica.
У 2008 році японський метал-журнал Burrn! оцінив цей альбом як третій найкращий риф-альбом усіх часів, після "Master Of Reality" Black Sabbath та "Reign in Blood" Slayer. Книга гітаристів Heavy Metal поставила композицію "Am I Evil?" на 5-е місце у списку найкращих металевих рифів.
У 2017 році Rolling Stone поставив Lightning to the Nations на 42-е місце у списку "100 найкращих метал-альбомів усіх часів".

## Трек-ліст
| Номер | Назва                      | Тривалість |
| ----- | -------------------------- | ---------- |
| 1.    | "Lightning to the Nations" | 4:15       |
| 2.    | "The Prince"               | 6:27       |
| 3.    | "Sucking My Love"          | 9:35       |

| Номер | Назва                | Тривалість |
| ----- | -------------------- | ---------- |
| 4.    | "Am I Evil?"         | 7:39       |
| 5.    | "Sweet And Innocent" | 3:13       |
| 6.    | "It's Electric"      | 3:37       |
| 7.    | "Helpless"           | 6:52       |

## Учасники запису
- Шон Харріс - вокал, ритм-гітара на "Am I Evil?"
- Брайан Татлер - соло-гітара
- Колін Кімберлі - бас-гітара
- Дункан Скотт - барабани